# غلاسكو روكز
غلاسكو روكز (بالإنجليزية: Glasgow Rocks)‏ هو فريق كرة سلة في المملكة المتحدة. تأسس في سنة 1998 يقع في غلاسكو. يلعب في دوري كرة السلة البريطاني.

## وصلات خارجية
- الموقع الرسمي